# William Marwood
William Marwood (1818 - 4 de septiembre de 1883) fue verdugo del gobierno británico. Desarrolló la técnica de colgar conocida como "long drop".

## Comienzos
Marwood nació en 1818 en el pueblo de Goulceby, el quinto de diez hijos de William y Elizabeth Marwood. Originalmente era zapatero como su padre, de Church Lane, Horncastle, Lincolnshire, Inglaterra. Estuvo casado dos veces: primero con una mujer llamada Jessey (que murió en la década de 1860), luego con Ellen Andrews (que murió menos de un año después de Marwood a la edad de 55).

## Verdugo
A la edad de 54 años persuadió al gobernador de la cárcel del castillo de Lincoln para que le permitiera llevar a cabo una ejecución. La forma eficiente en que llevó a cabo el ahorcamiento de William Frederick Horry sin problemas el 1 de abril de 1872 lo ayudó a ser nombrado verdugo por los alguaciles de Londres y Middlesex en 1874, en sucesión de William Calcraft, con un anticipo de 20 libras esterlinas al año más £10 por ejecución.

### La técnica de "Long Drop"
Marwood desarrolló la técnica de ahorcamiento de "caída larga", que aseguraba que el cuello del prisionero se rompiera instantáneamente al final de la caída, lo que provocó que el prisionero muriera de asfixia mientras estaba inconsciente. Esto se consideró más humano que la muerte lenta por estrangulamiento causada por el método de "caída corta", que fue particularmente angustiante para los directores y el personal de las prisiones que debían presenciar ejecuciones de cerca tras la abolición de las ejecuciones públicas por la Ley de enmienda de la pena capital en 1868.
William Frederick Horry fue la primera persona en ser ahorcada por William Marwood y la primera persona en ser ahorcada utilizando el método de "caída larga"; ejecutado en el castillo de Lincoln, Lincolnshire, el 1 de abril de 1872.

## Legado
William Marwood influyó en James Berry, un oficial de policía jubilado y amigo para que asumiera el papel de verdugo. Durante su tiempo, Berry mejoró la técnica de caída larga de William Marwood.
Marwood fue uno de los dos verdugos que dieron su nombre al personaje del verdugo en el espectáculo de marionetas británico Punch and Judy (siendo Jack Ketch el más conocido).
En la época de Marwood había un dicho popular que decía:
If Pa killed Ma
Who'd kill Pa?
Marwood.[14]

En la obra The Life and Adventurers of Charles Peace (1927), el papel de verdugo de Marwood fue interpretado por el ex verdugo John Ellis.

## Muerte
Marwood murió en 1883 de neumonía e ictericia y fue enterrado en Trinity Church, Horncastle, Lincolnshire.